# Charles Pratt
Charles Pratt (2 de octubre de 1830 - 4 de mayo de 1891) fue un empresario y filántropo estadounidense. Pionero de la industria petrolera en su país, estableció la refinería de queroseno Astral Oil Works en Brooklyn, Nueva York. Contrató a Henry H. Rogers, formando Charles Pratt and Company en 1867, incorporada a la Standard Oil de John D. Rockefeller en 1874. 
Afincado en Clinton Hill, Brooklyn, fue un defensor convencido de la educación popular. Fundó el Instituto Pratt en Brooklyn, que se convertiría en una reconocida universidad.

## Primeros años y educación
Charles Pratt nació en Wilbraham, Massachusetts, como uno de los once hijos del matrimonio formado por Elizabeth Stone y el carpintero Asa Pratt. Durante su juventud pudo estudiar durante tres inviernos en la Academia Wesleyana.

## Carrera

### Aceite de ballena, petróleo y el Astral Oil
Cuando era joven, Pratt se unió a una compañía en las cercanías de Boston, Massachusetts, especializada en pinturas y productos de aceite de ballena. En 1850 o 1851, se mudó a la ciudad de Nueva York, donde trabajó para una compañía similar.  Pratt se dio cuenta de que el aceite de ballena podía ser reemplazado por destilados de petróleo ("aceite natural") para las lámparas de iluminación. Se convirtió en un pionero de la industria petrolera cuando se perforaron nuevos pozos durante la década de 1860 en el oeste de Pensilvania. En la década de 1860 fundó su refinería de queroseno, Astral Oil Works, en Brooklyn, Nueva York. Un eslogan publicitario de la compañía decía: "Las lámparas sagradas del Tíbet están preparadas con Aceite Astral".

### Henry H. Rogers, Charles Pratt y Compañía
Pratt y su futuro socio comercial, Henry H. Rogers, se conocieron mientras hacían negocios en los campos petroleros de Pensilvania. A mediados de la década de 1860, Pratt conoció a dos jóvenes, Charles Ellis y Henry Rogers, en el área de los nuevos campos petroleros del condado de Venango, en el oeste de Pensilvania. Anteriormente, Pratt había comprado aceite de ballena a Ellis en Fairhaven, Massachusetts. Hicieron un trato y vendieron la totalidad de la producción de su pequeña empresa, la Refinería de Petróleo Wamsutta, a la compañía de Pratt a un precio fijo. Pero, Ellis y Rogers pronto estuvieron muy endeudados con Pratt. Ellis se retiró del negocio, pero en 1866, Rogers visitó a Pratt en la ciudad de Nueva York para comunicarle que tomaría la responsabilidad personal de toda la deuda. Impresionado, Pratt inmediatamente contrató a Rogers para su propia empresa. Después de cinco años en los campos petroleros, en 1866, Pratt le pidió a Rogers que se incorporara al negocio en Brooklyn, donde Rogers trabajó durante los ocho años siguientes. Pratt convirtió a Rogers en capataz de su refinería de Brooklyn, con la promesa de una asociación si las ventas superaban los 50.000 dólares al año.   
En 1867, con Rogers como socio, Pratt fundó la firma de Charles Pratt and Company. Según el periodista Elbert Hubbard, en los años siguientes Rogers se convirtió en "las manos, los pies, los ojos y los oídos" de Pratt. En 1867, Pratt construyó "la primera refinería de petróleo moderna de Estados Unidos (Astral Oil) en las orillas de Newtown Creek". Dos años después, en 1869, Pratt registró la marca "Aceite Astral de Pratt".

### Asociación con la Standard Oil
A principios de la década de 1870, Pratt y Rogers se involucraron en conflictos con la South Improvement Company de John D. Rockefeller, que había obtenido tarifas netas favorables del Ferrocarril de Pensilvania (PRR) y de otros ferrocarriles a través de un sistema secreto de descuentos. Sus manejos indignaron a los productores y a las refinerías de petróleo independientes en el oeste de Pensilvania y otras áreas. Los afectados de Nueva York formaron una asociación, y a mediados de marzo de 1872 enviaron un comité de tres representantes, con Rogers a la cabeza, a Oil City, Pensilvania, para consultar con la Unión de Productores de Petróleo. Trabajando con los independientes de Pensilvania, Rogers y sus asociados forjaron un acuerdo con el PRR y otros ferrocarriles; que finalmente acordaron abrir sus tarifas a todos y prometieron terminar sus tratos especiales con la South Improvement. Los petroleros habían ganado una batalla, pero Rockefeller ya había comenzado a comprar intereses para la formación de la Standard Oil, que acabaría absorbiendo a casi todas sus empresas rivales.   

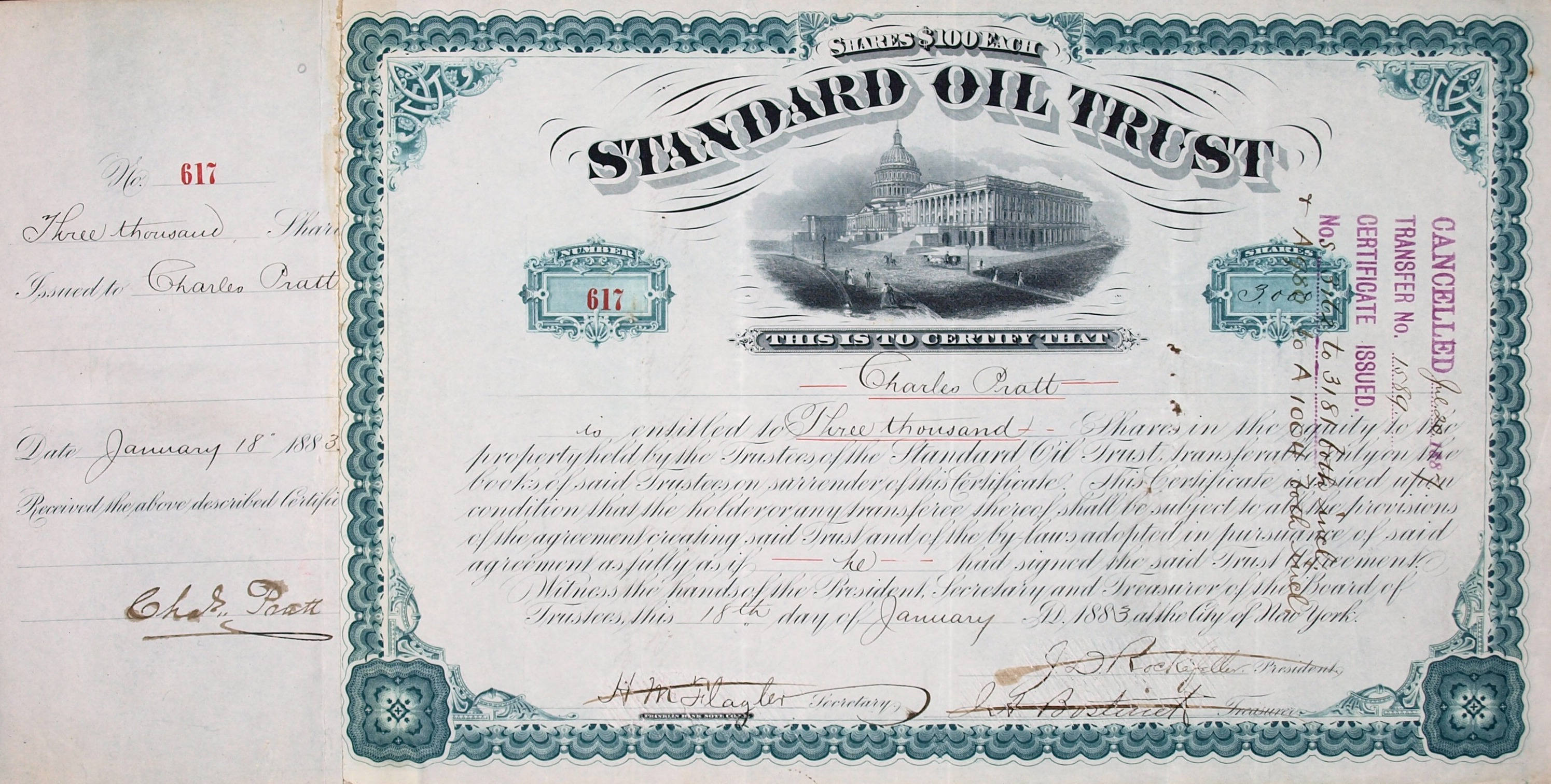
Participación del Standard Oil Trust, emitida el 18 de enero de 1883, a nombre de Charles Pratt.

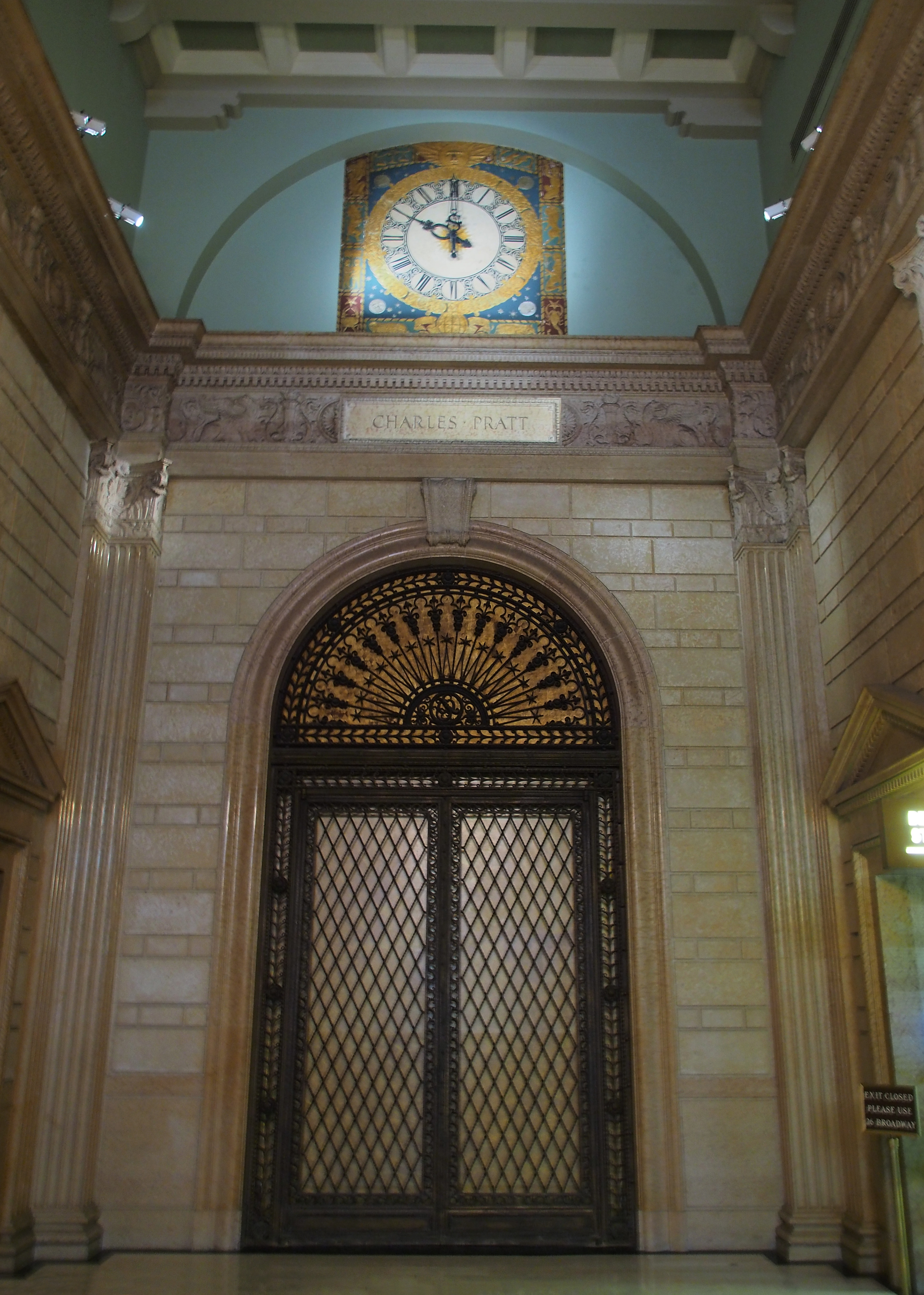
El nombre de Pratt, grabado en el vestíbulo del Edificio de la Standard Oil.

Poco tiempo después, Rockefeller propuso a Charles Pratt planes de cooperación y de fusión. Pratt y Rogers comprendieron que la oferta beneficiaría sus objetivos comerciales, y fue Rogers quien formuló los términos del acuerdo que garantizaban la seguridad financiera y su empleo y el de Pratt, que Rockefeller aceptó. Charles Pratt and Company (incluida Astral Oil) se convirtió en uno de los antiguos refinadores independientes importantes que se unieron a la organización de Rockefeller, pasando a ser parte del Standard Oil Trust en 1874. Sin embargo, el hecho de que Astral Oil fuera una sucursal de Standard Oil en Ohio, no se hizo público en Nueva York hasta 1892. Cuando los Rockefeller absorbieron los intereses de Pratt en 1874, Pratt y Rockefeller comenzaron a comprar refinerías en Brooklyn bajo el nombre de Pratt, y lograron sacar a varias empresas más pequeñas del negocio. Por entonces, el sindicato de toneleros (que fabricaban las barricas en las que se transportaba el petróleo) se opuso a los esfuerzos de Pratt para minimizar ciertas operaciones manuales. Las estrategias de Pratt para imponerse en el conflicto fueron adoptadas por otras refinerías.

### Negocios posteriores
La Astral Oil sufrió varios incendios en las décadas de 1870 y 1880. El 26 de enero de 1873, las instalaciones de la compañía en Williamsburg se incendiaron. En esa época, unos 250 niños y hombres adultos estaban empleados por Pratt, y no hubo que lamentar muertes con el incendio. También se produjo otro incendio el 21 de diciembre de 1884 en la refinería Astral de Brooklyn. Según Pratt, gran parte de los daños estaban asegurados.
Aunque la fusión con Rockefeller convirtió a Pratt en un hombre rico, como miembro de la junta directiva de la Standard Oil mantuvo su independencia, y con frecuencia criticó a Rockefeller. Con la muerte de Pratt en 1891, la posición de Rockefeller como el hombre más poderoso en la industria petrolera, ya bien establecida, se volvió indiscutible. 
La familia de Pratt se involucró en sus negocios, y su hijo mayor, Charles Millard Pratt (1855-1935), se convirtió en Secretario de la Standard Oil. En 1923, su hijo Herbert Lee Pratt llegó a ser director de la Standard Oil de Nueva York.  

## Filantropía
Se le atribuye a Charles Pratt el reconocimiento de la creciente necesidad de trabajadores industriales capacitados en una economía cambiante. En 1886, fundó y dotó de fondos al Instituto Pratt, que se inauguró en Clinton Hill, Brooklyn, en 1887. Originalmente un instituto técnico, se ha convertido en una reconocida escuela de arte, diseño y arquitectura. En 1910, Pratt también donó fondos para la construcción de la Escuela de Arquitectura Naval e Ingeniería Marina Pratt, en el Instituto de Tecnología de Massachusetts.

## Vida personal

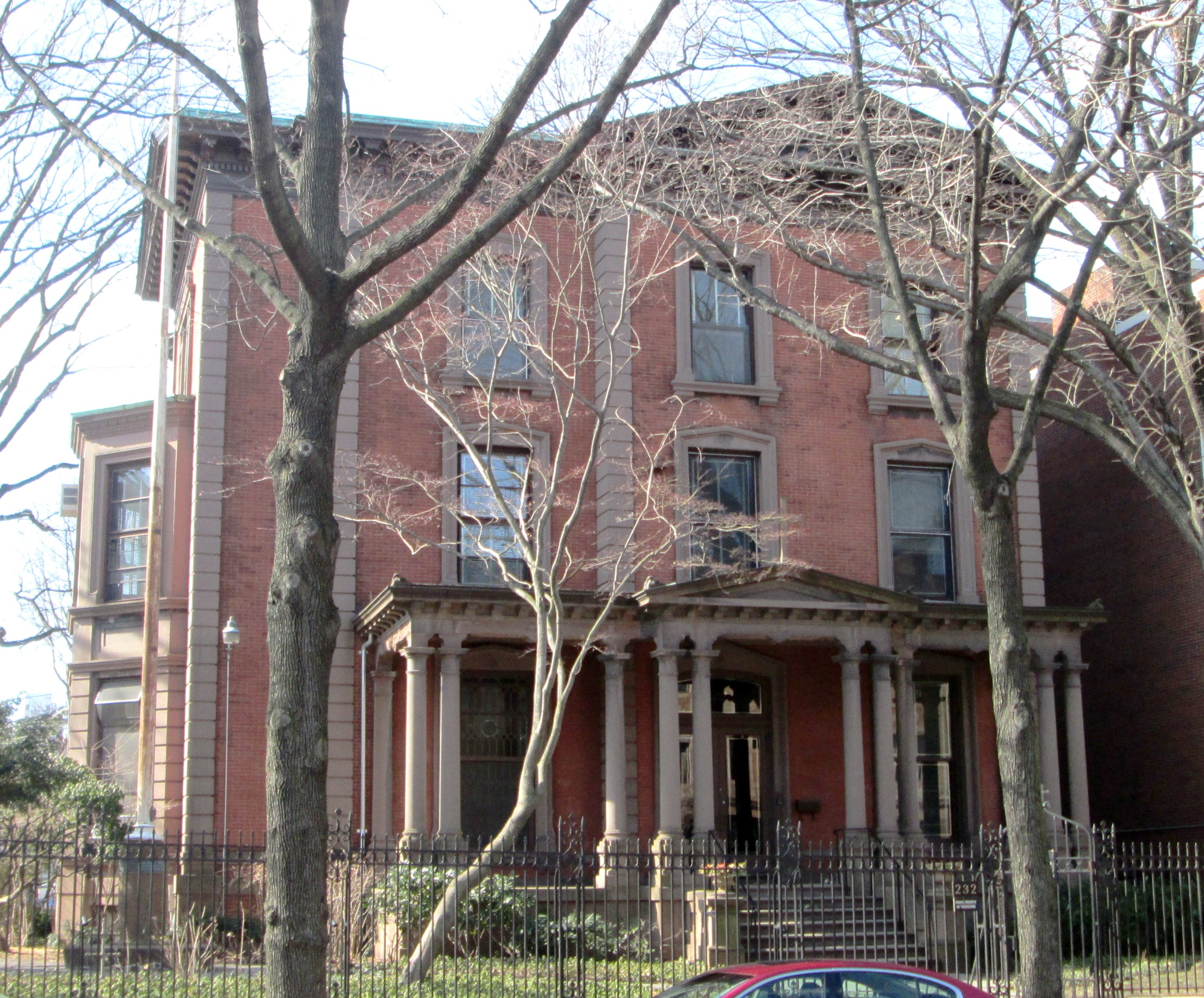
La casa de Pratt en Brooklyn, construida entre 1874 y 1875

Pratt trabajó primero en Boston, y luego se mudó a Nueva York en 1850-1851, donde se estableció poco después. En 1854 se casó con Lydia Ann Richardson (1835-1861). Tuvieron dos hijos: Charles Millard Pratt (1855-1935) y Lydia Richardson Pratt (1857-1904) (que se casó con Frank Lusk Babbott ). Lydia murió joven, en 1861. 
Tras enviudar, Pratt se casó con la hermana menor de Lydia, Mary Helen Richardson, en septiembre de 1863. Tuvieron seis hijos: Frederic B. Pratt (1865-1945), Helen Pratt (1867-1949), George Dupont Pratt (1869-1935), Herbert L. Pratt (1871-1945), John Teele Pratt (1873-1927 ), y Harold I. Pratt (1877-1939).   
Pratt se mudó a una casa de campo en Glen Cove, Nueva York, alrededor de 1890. Para el recreo de sus hijos, compró grandes extensiones de tierra alrededor de su finca, con un total de 1100 acres (4.5 km²). Murió al año siguiente, a los 60 años, en la ciudad de Nueva York. Cada uno de sus hijos disfrutó de una finca individual en Glen Cove.   
Otros descendientes notables de Pratt incluyen a: 
- Andy Pratt (nacido en 1947 en Boston ), un cantautor bisnieto de Pratt. Su padre, Edwin H. Baker Pratt, fue director de la escuela Buckingham Browne & Nichols.[13]
- Sherman Pratt (1900-1964), nieto de Charles Pratt e hijo de George Dupont Pratt. Fundador de Marineland de Florida.
- Richardson J. Pratt 'Jerry' (1923-2001), bisnieto de Charles Pratt y nieto de Charles Millard Pratt. Fue presidente del Instituto Pratt (1972-1990).[14]
- Suzanna Love (1950-), bisnieta de Charles Pratt y nieta de John Teele Pratt. Exactriz.

## Reconocimientos y honores

### Mansiones de Long Island
Después de su muerte, los seis hijos y dos hijas de Charles Pratt construyeron sus propiedades familiares en Glen Cove. A partir de 2004, la mayoría de las mansiones de la Costa Dorada de la familia Pratt aún están en uso: 
- Welwyn, originalmente el hogar de Harold I. Pratt, es propiedad y está operado como Welwyn Preserve, un parque del condado de Nassau. La mansión se transformó en el Memorial del Holocausto y el Centro de Tolerancia del Condado de Nassau.[15]
- Los Braes, originalmente propiedad de Herbert L. Pratt, ahora se utilizan como el Instituto Webb de Arquitectura Naval e Ingeniería Marina.
- The Manor House, construida para John Teele Pratt, ahora es el Glen Cove Mansion Hotel & Conference Center.
- Poplar Hill, la casa de Frederic B. Pratt, es ahora el Centro de Atención Médica de Glengariff, que un centro de atención de enfermería de larga estancia, y al Pabellón Pratt de Enfermería y Rehabilitación, un centro de vanguardia.
- Killenworth, originalmente la casa de George Dupont Pratt, ha sido, desde mediados del siglo XX, el lugar de retiro de la delegación rusa ante las Naciones Unidas.

### Cementerio Pratt
Con tantos miembros de la familia Pratt en Glen Cove, se habilitó un cementerio construido para ellos en su propiedad. Conocido como el "Cementerio Pratt", detrás de puertas ornamentadas y por un camino sinuoso se encuentra un mausoleo de estilo neorománico de granito rosa diseñado por William Tubby, así como una cripta y una torre conectadas por un "puente de los suspiros". Charles Pratt está enterrado en un sarcófago aquí, al igual que siete de sus ocho hijos y muchos de sus nietos.

### Pratt, Virginia Occidental
La ciudad de Pratt, Virginia Occidental (anteriormente conocida como Clinton) fue rebautizada como Pratt en 1905, por el propietario de la empresa minera Charles Pratt Coal Company.

### Buque cisterna de vapor S.S.Charles Pratt
En marzo de 1916, la Newport News Shipbuilding and Dry Dock Company botó el S.S. Charles Pratt, un petrolero de 8807 toneladas con una capacidad de 18.985 m³. Se convirtió en el primer barco de la clase Pratt, seguido por el S.S. H.H. Rogers en mayo de 1916.   
Después de 1939, ambos barcos fueron operados por la Panama Transport Co., una subsidiaria de la Standard Oil de Nueva Jersey. Al comienzo de la Segunda Guerra Mundial, el 21 de diciembre de 1940, el S.S. Charles Pratt fue torpedeado y hundido por un submarino alemán en el Océano Índico, a 350 km de la costa de África, mientras navegaba de Aruba a Freetown, Sierra Leona. Murieron dos hombres de los 42 miembros de la tripulación estadounidense.